# Чоргунский исар
Чоргунский (Бибиковский) исар — средневековый замок в юго-западной части Крыма. Расположен в 2 км к юго-востоку от села Черноречье в Балаклавском районе (Севастополь), на вершине г. Исар (222 м).
Первое археологическое обследование крепости провели С. М. Бибиков и А. К. Тахтай в 1938 году. Археологические исследования на территории укрепления проводились в 1980 г. О. Я. Савелей и И.Ю. Сухановой, в 2019 г. — Е. В. Неделькиным.
С соседними вершинами гора соединена узкой седловиной, по которой шла средневековая дорога в укрепление. С севера и запада вершина ограничена оборонительной стеной протяжённостью до 130 м, она сохранилась в высоту до 3 м. Толщина стен 1,8—2,2 м. У ворот в западной части замка находилась прямоугольная башня-донжон.
Крепость датируется в пределах XIII в. Возможно, в 1278 г. она была сожжена монголами во время похода на Таврику.